# 2 Reyes 1
2 Reyes 1 es el primer capítulo de la segunda parte de los Libros de los Reyes de la Biblia hebrea o Segundo Libro de los Reyes del Antiguo Testamento de la  Biblia Cristiana El libro es una compilación de varios anales que registran los actos de los reyes de Israel y Judá por un compilador deuteronómico en el siglo VII a. C., con un suplemento añadido en el siglo VI a. C. Este capítulo se centra en Ocozías de Israel, hijo de Ajab, y en los actos de Elías, el profeta que reprendió al rey y profetizó su muerte.

## Texto
Este capítulo fue escrito originalmente en lengua hebrea y desde el siglo XVI se divide en 18 Versículos.

### Testigos textuales
Algunos de los primeros manuscritos que contienen el texto de este capítulo en hebreo pertenecen a la tradición del Texto Masorético, que incluye el Códice de El Cairo (895), el Códice de Alepo (siglo X) y el Códice Leningradensis (1008).
También existe una traducción al griego koiné conocida como Septuaginta, realizada en los últimos siglos a. C.. Los manuscritos antiguos existentes de la versión Septuaginta incluyen el Codex Vaticanus ('B; {\displaystyle {\mathfrak {G}}}B; siglo IV) y el Codex Alexandrinus (A; {\displaystyle {\mathfrak {G}}}A; siglo V). 

## Análisis
El segundo libro de los Reyes comienza con un capítulo protagonizado por el profeta Elías, cuyas historias ocupan la última parte de los primer libro de los Reyes (1 Reyes). En esta historia final de enfrentamiento con un monarca, Elías se enfrenta al rey Ocozías de Israel, cuyo reinado fue presentado en los Versículos finales de 1 Reyes (1 Reyes 22:52-54).
La separación artificial de este episodio de Elías de los del libro anterior se debió a que la Septuaginta dividió el libro hebreo de los Reyes en dos partes, mientras que la tradición textual hebrea judía siguió considerando los Reyes como un solo libro hasta la Biblia rabínica de Bamberg de 1516. Esto hace que 2 Reyes comience con un rey enfermo (Ocozías) en su lecho de muerte, al igual que 1 Reyes (David), donde tanto Ocozías como David recibieron profetas con resultados muy diferentes. Aunque Elías es plenamente capaz de resucitar a los muertos (1 Reyes 17:17-24), Ocozías busca ayuda en otra parte, así que en lugar de ser curado, Elías le profetizó que moriría en su lecho actual.
La brusquedad del comienzo de 2 Reyes también puede verse su primer Versículo sobre la rebelión de Moab contra Israel tras la muerte de Ajab, que no parece tener relación con la historia de Ocozías y Elías que le sigue; la rebelión se tratará en capítulo 3, donde comienza con la «reanudación repetitiva» (Wiederaufnahme) textual de 2 Reyes 1:1 en 2 Reyes 3:5.  Sin embargo, este episodio inicial de 2 Reyes cumple varias funciones importantes: mirar hacia atrás para resumir la personalidad y los rasgos de comportamiento de Elías, al tiempo que anticipa la futura cruzada anti-Baal de Jehú, que destruiría la dinastía Omride.
Esta narración es una de las cuatro de 1-2 Reyes en las que un profeta entrega un oráculo a un rey moribundo, situando a Elías en una «escena-tipo» asociada con cada profeta importante del libro (Ajías en 1 Reyes 14:1-18; Eliseo en 2 Reyes 8:7-15; Isaías en 2 Reyes 20:1-11), enlazándolo así en una cadena profética.  Las diferencias con el patrón común son la triple repetición del oráculo (versículos 3b-4, 6, 16) y los enfrentamientos entre Elías y los tres capitanes del rey.

### Estructura
La narración principal de este capítulo contiene elementos paralelos que crean una simetría estructural:
A Enfermedad e investigación de Ocozías (1:2)
B Ángel de YHWH envía a Elías a mensajeros con profecía (1) (1:3-4)
C Los mensajeros entregan la profecía (2) a Ocozías (1:5-8)
X Tres capitanes se enfrentan a Elías (1.9-14)
B' El ángel de YHWH envía a Elías a Ocozías (1:15)
C' Elías entrega la profecía (3) a Ocozías (1:16)
A' Muerte de Ocozías (1:17)

## Versículo de apertura (1:1)
Entonces Moab se rebeló contra Israel después de la muerte de Acab. 
- Referencia cruzada: 2 Reyes 3:5

Esta afirmación sobre la rebelión de Moab en el Versículo inicial de 2 Reyes se elabora en 2 Reyes 3:5ss, y se apoya en la información de la Estela de Mesha (véase comparaciones detalladas en capítulo 3).
Moab, en la región de Trans-Jordania, fue incorporada a Israel por el rey David, quien tiene conexiones familiares con la gente de esa tierra (Rut 4), mencionada sólo brevemente en 1 Reyes 11:7 como un estado cliente de Israel durante los días de David y Salomón, luego gobernado por el Reino del Norte de Israel durante el reinado de los Omrides.

## La enfermedad e investigación de Ocozías (1:2)

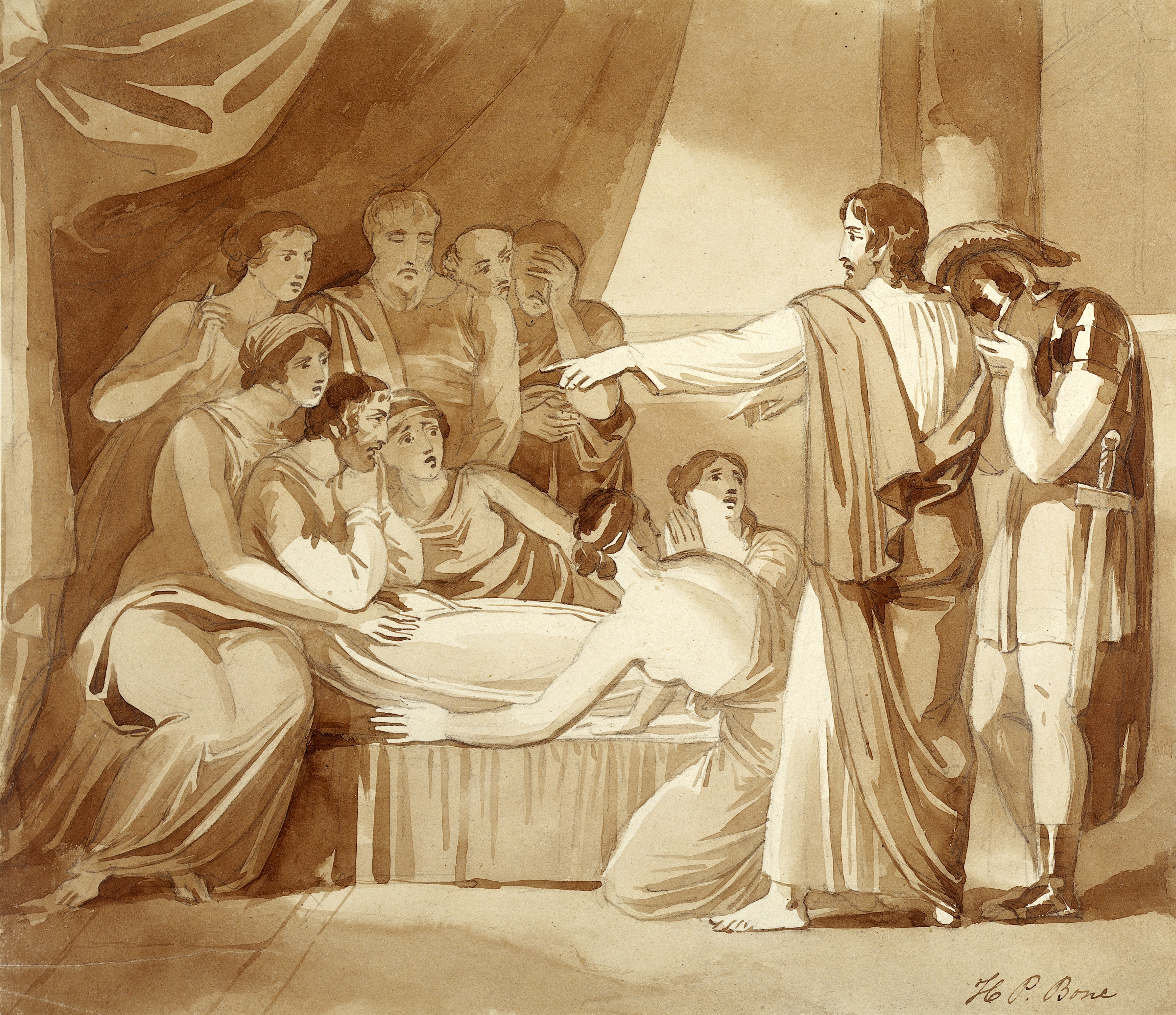
El rey Ocozías yace enfermo después de haber caído por una ventana superior: Elías predice su muerte. Dibujo de H.P. Bone (1809?)

.
Ocozías se cayó por una celosía de su aposento alto que estaba en Samaria, y enfermó; y envió mensajeros, y les dijo: Id, preguntad a Baalzebub dios de Ecrón si me curaré de esta enfermedad. 
- Ve y pregunta: Ocozías pide un oráculo (cf. 1 Reyes 14), aunque de Baal en lugar de YHWH.[4]
- «Belcebú»: aquí se mencionan dos cualidades de este dios siro-palestino, Baal: como dios-patrón de la ciudad filistea Ecrón y el acompañamiento de un segundo nombre, Zebub, que significa 'mosca' (insecto), revelando que los oráculos de este dios 'se realizaban al son del zumbido'.[4] El nombre «Baalzebub» («señor de las moscas») sólo se encuentra aquí en la Biblia hebrea, pero se menciona varias veces en el Nuevo Testamento (por ejemplo, Mateo 10:25; Mateo 12:24). Puede ser una traducción peyorativa de ba'al zebal («Baal el Príncipe»), un 'epíteto común para Baal en la literatura ugarítica'.[12]

## Elías interfiere (1:3-16)
.

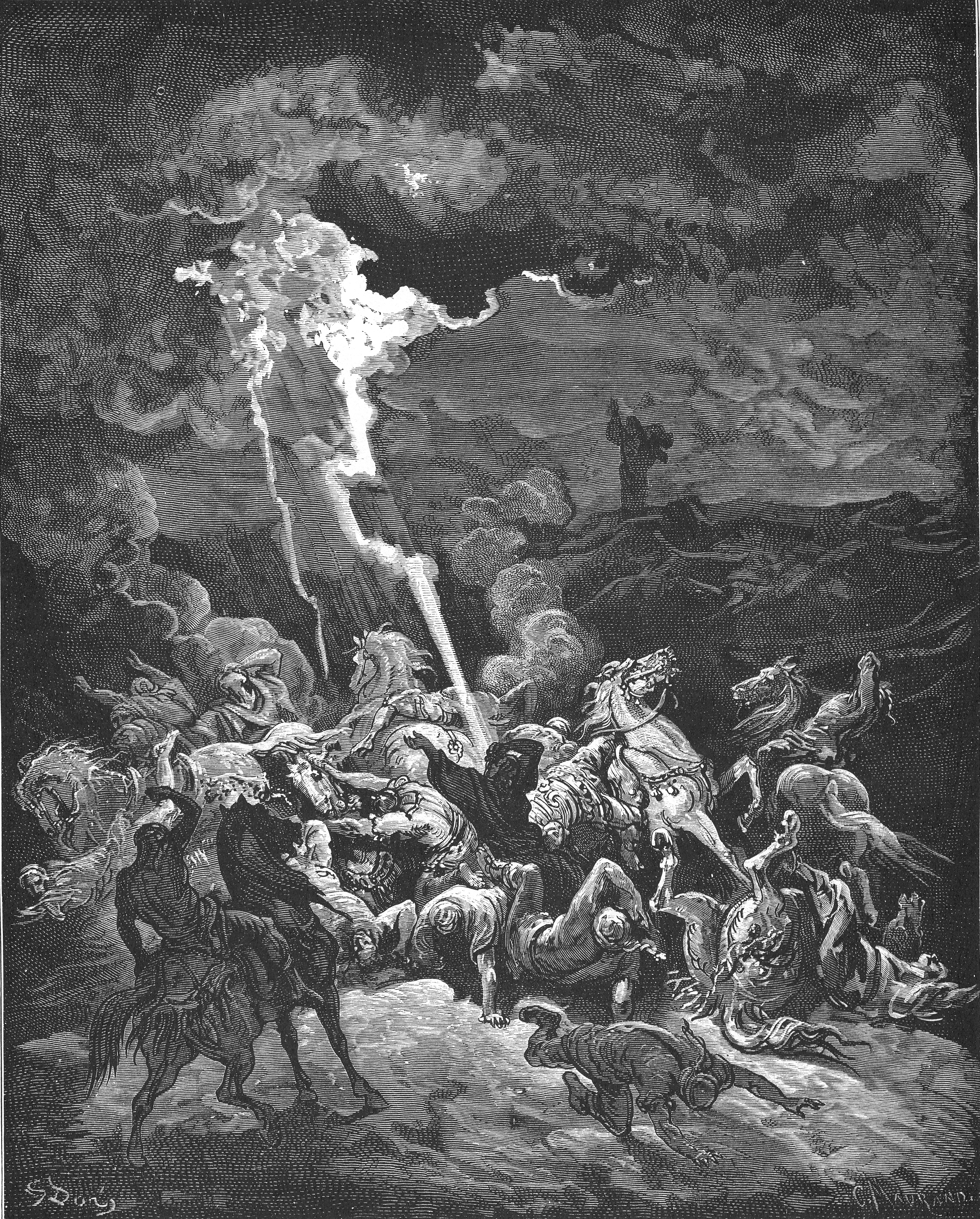
Elías destruye a los mensajeros de Ocozías (2 Reyes 1:3-14), en: La Biblia inglesa de Doré (1866)

La consulta oracular que Ocozías solicitaba no tuvo lugar debido a la intromisión de Elías en nombre de YHWH, siguiendo la orden explícita de un 'ángel de Yahveh' (versículos 3-4) y tres divisiones del ejército (de cincuenta hombres) son incapaces de detenerlo (versículos 9-16). Temáticamente similar a 1 Reyes 18, la misión de Elías de promover el culto exclusivo a YHWH en Israel conviene a su nombre ('¡Mi Dios es YHWH!'). Ocozías sólo se dio cuenta de la identidad del profeta por la descripción del aspecto de Elías, y aparte de su manto (cf. 2 Reyes 2:13), el rasgo reconocible de Elías parece ser su repentina aparición 'precisamente cuando no se le espera o no se le quiere, diciendo sin miedo lo que había que decir en nombre de su Dios' (cf. 1 Reyes 18:7; 21:17-20)..

## Muerte de Ocozías (1:17-18)
En la vida y muerte de Ocozías, la historia de la casa de Acab es paralela a la de la casa de Jeroboam I. Un hombre de Dios de Judá profetizó el fin de la familia de Jeroboam (1 Reyes 13), luego el hijo de Jeroboam, Abías, enfermó y murió antes de que terminara la dinastía. Del mismo modo, después de que se profetizara la destrucción de la familia de Acab, el hijo de Acab, Ocozías, murió cuando la dinastía aún estaba intacta. Sin embargo, ambas dinastías cayeron durante el reinado posterior de un hijo.

### Versículo 17
Murió, pues, conforme a la palabra de Jehová que Elías había dicho
Entonces reinó Joram en su lugar en el segundo año de Joram hijo de Josafat, rey de Judá, porque no tenía hijo.
- «Jehoram reinó en su lugar»: Este es Joram el hermano de Ocozías y otro hijo de Ajab. Su nombre se escribe como «Joram» en 1 Crónicas 3:11; 26:24.[18] 2 Reyes 3:1 registra que «reinó doce años», los cuales, basados en el cálculo de Thiele-McFall, distan entre abril y septiembre de 852 a. C. hasta su muerte entre abril y septiembre de 841 a. C.[19].
- «El segundo año de Joram hijo de Josafat, rey de Judá»: Según la cronología de Thiele,[20] este es el período de «co-reinado» en el trono de Judá con su padre Josafat,[19] que estaba entonces en su 18º año de reinado único como se señala en 2 Reyes 3:1. [22] En el cálculo de Thiele-McFall, este punto de tiempo cae entre abril y septiembre de 852 AEC.[23]